# San Bernardino (Paraguay)
San Bernardino is een gemeente (in Paraguay un distrito genoemd) met 12.000 inwoners. De gemeente, lokaal benoemd als San Ber, ligt in het departement Cordillera.
San Bernardino ligt aan het Ypacaraimeer, op een afstand van ongeveer 50 km van de nationale hoofdstad Asunción en trekt in het zomerseizoen, van december tot februari, veel vakantiebezoekers uit de hoofdstad. 
San Bernardino werd op 24 augustus 1881 gesticht door Duitse immigranten met als naam Nueva Baviera (Nieuw Beieren) en kreeg zijn huidige naam na de Eerste Wereldoorlog als eerbetoon aan voormalig president (van 1880 tot 1886) Bernardino Caballero. In de stadsvlag en het -wapen is in een van de vier kwadranten nog wel de Duitse vlag zichtbaar.